# Ézy-sur-Eure
Ézy-sur-Eure (auch: Ezy-sur-Eure) ist eine französische Gemeinde mit 3653 Einwohnern (Stand: 1. Januar 2022) im Département Eure in der Region Normandie. Sie gehört zum Arrondissement Évreux und zum Kanton Saint-André-de-l’Eure.

## Geografie
Ézy-sur-Eure liegt etwa 30 Kilometer südöstlich von Évreux am Fluss Eure. Umgeben wird Ézy-sur-Eure von den Nachbargemeinden La Couture-Boussey im Norden, Ivry-la-Bataille im Osten und Nordosten, Anet im Südosten, Saussay im Süden und Südwesten, Croth im Westen und Südwesten sowie Mouettes im Nordwesten.

## Einwohner
| Jahr      | 1962  | 1968  | 1975  | 1982  | 1990  | 1999  | 2006  | 2018  |
| --------- | ----- | ----- | ----- | ----- | ----- | ----- | ----- | ----- |
| Einwohner | 1.978 | 2.023 | 2.167 | 2.461 | 2.805 | 3.087 | 3.101 | 3.690 |

## Sehenswürdigkeiten
- Kirche Saint-André, 1939 erbaut, nach Zerstörung durch Bombardement 1956–1957 wieder errichtet, seit 2004 Monument historique
- Museum der Manufaktur von Ézy

## Persönlichkeiten
- Frédéric Passy (1822–1912), Politiker und Pazifist (Friedensnobelpreisträger 1901), Kastellan von Ézy von 1847 bis 1875